# Luisa Geiselsöder
Luisa Christine Geiselsöder (* 10. Februar 2000 in Ansbach) ist eine deutsche Basketballspielerin.

## Laufbahn
Die in Burgoberbach aufgewachsene Geiselsöder wechselte 2015 zur BG Donau-Ries, bei der sie Mitspielerin ihrer Schwester Laura wurde. Im Spieljahr 2019/20 kam die 1,92 Meter messende Innenspielerin auf einen Punkteschnitt von 18,6, ihre in dieser Saison insgesamt erzielten 390 Punkten bedeuteten in der Damen-Basketball-Bundesliga den drittbesten Wert. Vom Fachportal eurobasket.com wurde sie daraufhin als beste Centerspielerin der Bundesliga-Saison 2019/20 ausgezeichnet.
Mitte April 2020 wurde Geiselsöder als Neuzugang beim französischen Erstligisten Landerneau Bretagne Basket vorgestellt. Im WNBA Draft 2020 sicherten sich die Dallas Wings an 21. Stelle die Rechte an der Deutschen, die ihre Nationalmannschaftskollegin Satou Sabally bereits an zweiter Stelle ausgewählt hatten. Im Sommer 2022 wechselte Geiselsöder innerhalb Frankreichs zu La Roche VBC und 2023 zu Basket Landes.
Im Februar 2025 unterschrieb sie erneut einen Trainingscamp-Vertrag mit den Dallas Wings und erkämpfte sich dort einen Kaderplatz für die Saison 2025. Es wurde vereinbart, dass sie jedoch nicht vor ihrer Teilnahme an der EM zu den Texanerinnen stößt.
Mit Basket Landes gewann Geiselsöder im Mai 2025 durch einen 2:1-Sieg in der Finalserie gegen Tarbes Gespe Bigorre den französischen Meistertitel. Am 27. Mai 2025 gab sie dann noch vor dem Beginn der Europameisterschaft ihr Saisondebüt für die Dallas Wings und kam beim 109:87-Sieg über die Connecticut Sun rund drei Minuten zum Einsatz.

## Nationalmannschaft
Im August 2015 nahm sie mit der deutschen U16-Auswahl an der Europameisterschaft in Portugal teil. Bei der U16-EM im August 2016 in Italien war Geiselsöder mit 14,7 Punkten je Begegnung beste Werferin der Deutschen. Im Laufe der B-Europameisterschaft der Altersklasse U18 im August 2017, die in Irland stattfand, erzielte sie als zweitbeste deutsche Korbschützin 16,4 Punkte pro Einsatz und kam auf 10,1 Rebounds je Begegnung. Im August 2018 wurde Geiselsöder mit der deutschen Auswahl U18-Europameisterin, sie hatte während des Turniers in sieben Spielen im Durchschnitt 11,3 Punkte je Partie erzielt. Sie gehörte dem Aufgebot Deutschlands bei der im Juli 2019 in Thailand ausgetragenen U19-Weltmeisterschaft an und kam auf einen Mittelwert von 13,9 Punkten je Einsatz. Das war der Höchstwert aller deutschen Spielerinnen. Bei der U20-EM in Tschechien im Sommer 2019 erzielte die Innenspielerin 12,6 Punkte pro Partie und damit wiederum den besten Wert einer deutschen Spielerin bei dem Turnier.
Mitte November 2019 gab sie ihren Einstand in der deutschen A-Nationalmannschaft. Mit dieser wurde sie Sechste der Europameisterschaft 2023. Bei Olympia 2024 in Paris und bei der EM 2025 erreichte sie mit der DBB-Auswahl das Viertelfinale.